# Schweighouse-Thann
Schweighouse-Thann (Duits: Schweighausen bei Thann) is een gemeente in het Franse departement Haut-Rhin (regio Grand Est) en telt 720 inwoners (2005). De plaats maakt deel uit van het arrondissement Thann-Guebwiller.

## Geografie
De oppervlakte van Schweighouse-Thann bedraagt 10,8 km², de bevolkingsdichtheid is 66,7 inwoners per km².
De onderstaande kaart toont de ligging van Schweighouse-Thann met de belangrijkste infrastructuur en aangrenzende gemeenten.

## Demografie
Onderstaande figuur toont het verloop van het inwonertal (bron: INSEE-tellingen).

Aspach-le-Bas · Aspach-Michelbach · Bernwiller · Bitschwiller-lès-Thann · Bourbach-le-Bas · Cernay · Fellering · Geishouse · Goldbach-Altenbach · Husseren-Wesserling · Kruth · Leimbach · Malmerspach · Mitzach · Mollau · Moosch · Oderen · Rammersmatt · Ranspach · Roderen · Saint-Amarin · Schweighouse-Thann · Storckensohn · Steinbach · Thann · Uffholtz · Urbès · Vieux-Thann · Willer-sur-Thur · Wattwiller
1. ↑  Populations de référence 2022.